# Poa ligulata
Poa ligulata es una especie de gramínea  perteneciente a la familia Poaceae.

## Descripción
Tiene tallos que alcanzan un tamaño de hasta 25 cm de altura, erectos, estriados, glabros, aparentemente engrosados en la base debido a los restos de las vainas foliares persistentes. Hojas con lígula de 3-10 mm, a menudo lacerada, muy llamativa; limbo de hasta 20 cm de longitud y 0,3-5 mm de anchura, plano o plegado, escábrido al menos en el margen. Panícula de 0,7-7 cm, ovoidea, laxa, más o menos contraída, con ramas generalmente geminadas. Espiguillas de 3-10 mm, ovadas u ovado-lanceoladas, con 2-10 flores. Glumas desiguales, con margen escarioso ancho y con nervios escábridos; la inferior de 1,7-3,2 mm, ovada, uninervada; la superior de 23,5 mm, ovada, trinervada. Lema de 2,2-3,6 mm, ovada, con margen escarioso y 5 nervios ciliados al menos en 1/3 basal. Pálea algo más corta que la lema. Anteras de 1-2 mm. 2n = 14. Florece de mayo a junio.

## Distribución y hábitat
Se encuentra en  pedregales y roquedos de zonas cacuminales. en la península ibérica en la Subbética sevillana, Grazalema y Norte de África.

## Taxonomía
Poa ligulata fue descrita por Pierre Edmond Boissier y publicado en Voyage botanique dans le midi de l'Espagne 2: 659, t. 178A. 1844.
Etimología
Poa: nombre genérico derivado del griego poa = (hierba, sobre todo como forraje).
ligulata: epíteto latino que significa "con lígula".
Citología
Número de cromosomas de Poa ligulata (Fam. Gramineae) y táxones infraespecíficos: 2n=14.
Sinonimia
- Poa alpina subsp. djurdjurae Trab.
- Poa alpina var. djurdjurae (Trab.) Trab.
- Poa concinna var. membranacea Boiss.
- Poa membranacea C.Vicioso
- Poa paui Font Quer[6][7]